# Agathe Dyvrande-Thévenin

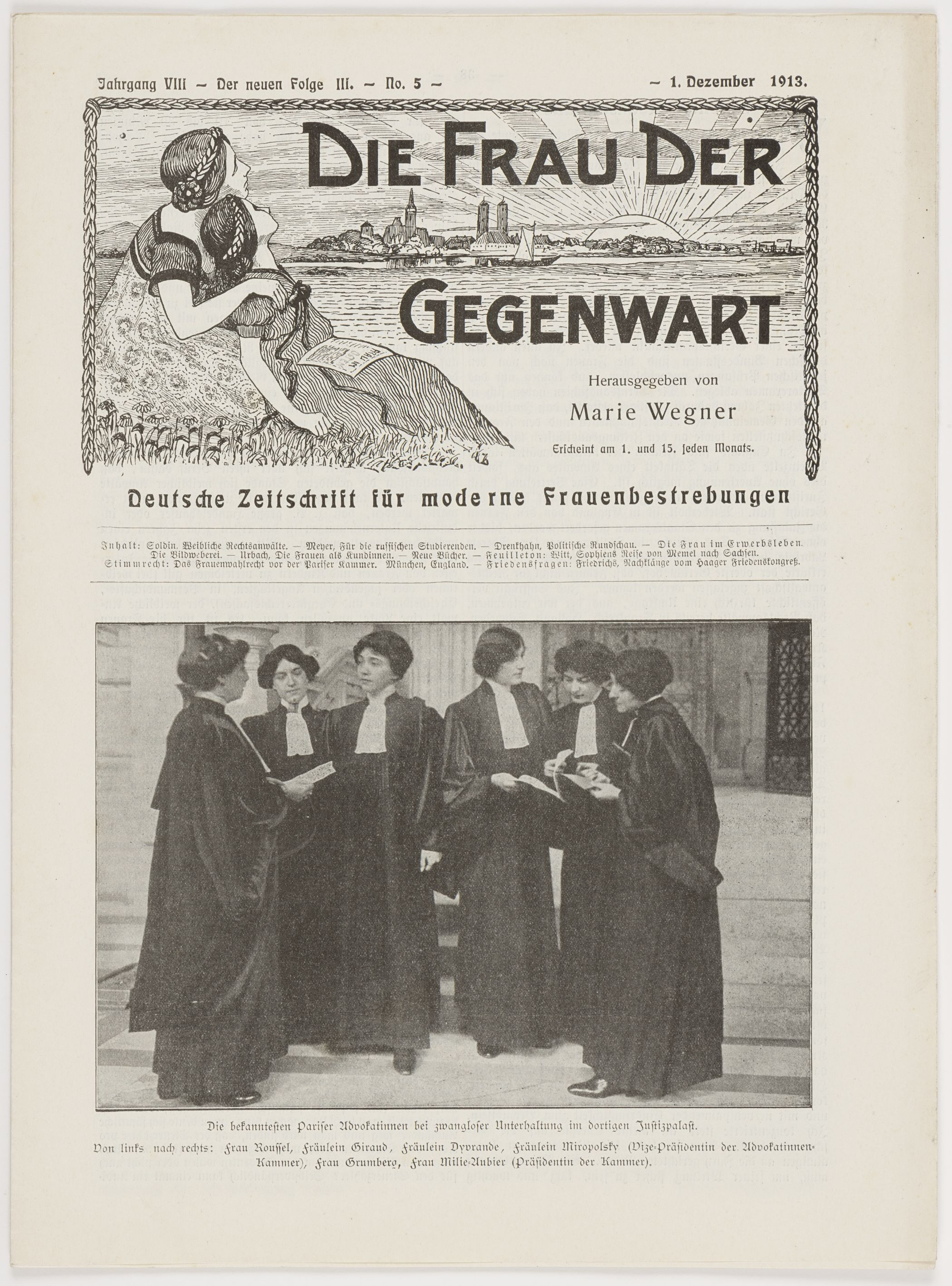
Die bekanntesten Pariser Advokatinnen bei zwangloser Unterhaltung im dortigen Justizpalast

Agathe Dyvrande-Thévenin (* 2. September 1885 in Baugé; † 22. Dezember 1977 in Fontenay-aux-Roses) war eine französische Juristin und Feministin. Sie gehörte zu den ersten Rechtsanwältinnen in Frankreich und war Mitbegründerin der Fédération internationale des femmes des carrières juridiques.

## Leben

### Anwältin
Agathe Dyvrande wurde am 2. Dezember 1885 in Baugé geboren. Ihr Vater, Ernest Dyvandre, war Rechtsanwalt und später Staatsanwalt. Sie studierte an der juristischen Fakultät in Paris, wo sie im Juli 1907 ihren Abschluss machte. Sie heiratet Henri Thévenin, einen Zivilingenieur und Inspektor der Compagnie des chemins de fer du Nord.
Seit dem 1. Dezember 1900 durften Frauen Anwältinnen sein und Agathe Dyvrande-Thévenin legte am 6. November 1907 den Eid auf die Pariser Anwaltskammer ab. Sie war neben Marguerite Dilhan, Maria Vérone und Suzanne Grinberg eine der ersten, die diesen von Olga Petit und Jeanne Chauvin eröffneten Weg beschritten. Das Gesetz von 1900 stellte jedoch eine Ungleichheit zwischen Anwälten beiderlei Geschlechts her, da Frauen nicht zum Richteramt zugelassen wurden.
Im Dezember 1910 promovierte sie mit ihrer Dissertation mit dem Titel „Le Bien de famille, étude juridique de la loi du 12 juillet 1909“ mit Auszeichnung und den Glückwünschen der Jury.
1911, als sie Anwältin und Sekretärin eines Magistrats am Kassationshof war, wurde ihr Antrag auf Zulassung zum Referendariat vom Rat der Anwaltskammer der Anwälte am Kassationshof und am Staatsrat abgelehnt.
1918 verteidigte sie die Lehrerin Hélène Brion, die wegen Verrats und Pazifismus unter dem Deckmantel des Feminismus angeklagt war, sowie ihren Mitangeklagten, den Soldaten Mouffard, der verdächtigt wurde, an der Front pazifistische Propaganda in Umlauf gebracht zu haben. Brion wurde zu drei Jahren und Mouffard zu sechs Monaten Gefängnis verurteilt.

### Frauenrechte
Agathe Dyvrande-Thévenin erklärte sich bereits bei ihrer Vereidigung zur Feministin: „Ich bin Feministin, wie alle Frauen es sind oder sein sollten, d. h. für den Zugang aller Frauen zu Karrieren, die mit den Bedingungen ihres Geschlechts vereinbar sind“. Sie setzte sich für die Rechte von Frauen im Allgemeinen sowie für ihr Wahlrecht ein. Außerdem stellte sie rechtliche Forderungen nach Anerkennung der unbezahlten Arbeit, die Frauen im Haushalt leisten, und nach einem internationalen Mutterschutz.
1926 übernahm sie den Vorsitz des Groupement Amical des Avocats de France (Freundeskreis der Anwältinnen Frankreichs) und 1928 war sie zusammen mit Vera Poska-Grünthal, Clara Campoamor, Marcelle Kraemer-Bach und Margarete Berent an der Gründung der Fédération internationale des femmes des carrières juridiques (FIFCJ) beteiligt. Ziel der FIFCJ ist es, den Zugang von Frauen zu juristischen Laufbahnen und Studiengängen zu fördern und die Rechte der Frauen allgemein durch juristische Mittel zu verteidigen. Agathe Dyvrande-Thévenin war die erste Präsidentin. 1929 versuchte sie gemeinsam mit Kraemer-Bach vergeblich, Frauen zumindest bei Jugendgerichten als Richterinnen zuzulassen.

### Ehrung
Agathe Dyvrande-Thévenin wurde 1934 als Ritter der Ehrenlegion ausgezeichnet.